# Il carro di Apollo
Il carro di Apollo (Le char d'Apollon) è il nome di varie opere realizzate dal pittore simbolista francese Odilon Redon tra il 1905 e il 1914 circa.

## Versioni
| Anno       | Stato       | Città     | Museo                           | Tecnica e dimensioni                   |  |
| ---------- | ----------- | --------- | ------------------------------- | -------------------------------------- |  |
| 1905-1906  | ?           | ?         | Collezione privata              | Dipinto ad olio                        |  |
| 1907       | Giappone    | Hakone    | Pola Museum of Art              | Olio su tela. 65.3x81.1 cm             |  |
| 1907       | Francia     | Parigi    | Museo d'Orsay                   | Pastello e tempera su tela. 91,5x77 cm |  |
| 1907-1908  | ?           | ?         | Collezione privata              | Olio su tela, 100,3x81,2 cm            |  |
| 1908       | Germania    | Berlino   | Pergamonmuseum                  | Olio su pannello                       |  |
| 1909       | Francia     | Bordeaux  | Musée des Beaux-Arts (Bordeaux) | Olio e pastello su cartone, 100x80 cm  |  |
| 1909 circa | ?           | ?         | Collezione privata              | Olio su tela, 81x100 cm                |  |
| 1904-1910  | ?           | ?         | Collezione privata              | Olio su pannello                       |  |
| 1905-1910  | Stati Uniti | New Haven | Yale University Art Gallery     | Olio su tela. 73.1x54.3 cm             |  |
| 1907-1910  | Regno Unito | Cambridge | Fitzwilliam Museum              | Olio su tavola. 47,6x29,9 cm           |  |
| 1912       | ?           | ?         | Collezione privata              | Olio su tela                           |  |
| 1912 circa | Francia     | Parigi    | Petit Palais                    | Olio su tela. 89.5x162 cm              |  |
| 1905-1912  | Paesi Bassi | Amsterdam | Stedelijk Museum                | Pastello. 48x58 cm                     |  |
| 1905-1914  | Stati Uniti | New York  | Metropolitan Museum of Art      | Olio su tela. 66x81 cm                 |  |

## Significato e influenze
Nel 1878, visitando l'Esposizione universale di Parigi, Redon restò colpito dal Fetonte di Gustave Moreau, un grande acquerello preparatorio per la decorazione di un soffitto, rimanendo sedotto dalla luminosità abbagliante, dalle linee divergenti, dalla forza dei colori.
In tarda età, dal 1904 al 1914 circa, Redon si confrontò con il soggetto mitologico del Carro del Sole di Apollo, realizzandone varie versioni, in cui l'eco dell'opera di Moreau si manifesta vivamente.
L'ispirazione per la posa dei cavalli può essere ricondotta anche al disegno di Michelangelo Caduta di Fetonte, ma Redon ne ha trasformato il ritmo in direzione ascensionale.
Il Carro di Apollo rappresenta anche un omaggio a Delacroix, pittore che ammirava e del cui Apollo vincitore di Pitone, al centro del soffitto della Galleria di Apollo al Louvre scrisse:
(Odilon Redon, A se stesso)
Il carro di Apollo che vince su Pitone diviene metaforica celebrazione del trionfo del bene sul male:  della dimensione apollinea sulla disgregazione dionisiaca, del passaggio dalle tenebre dell’anima all’esperienza della salvezza, dalla disperazione della morte alla luminosità della vita.
Redon ha saputo attingere con originalità a quelle da lui stesso definite come le tre fonti dell'arte: la tradizione, la realtà e l'invenzione personale.

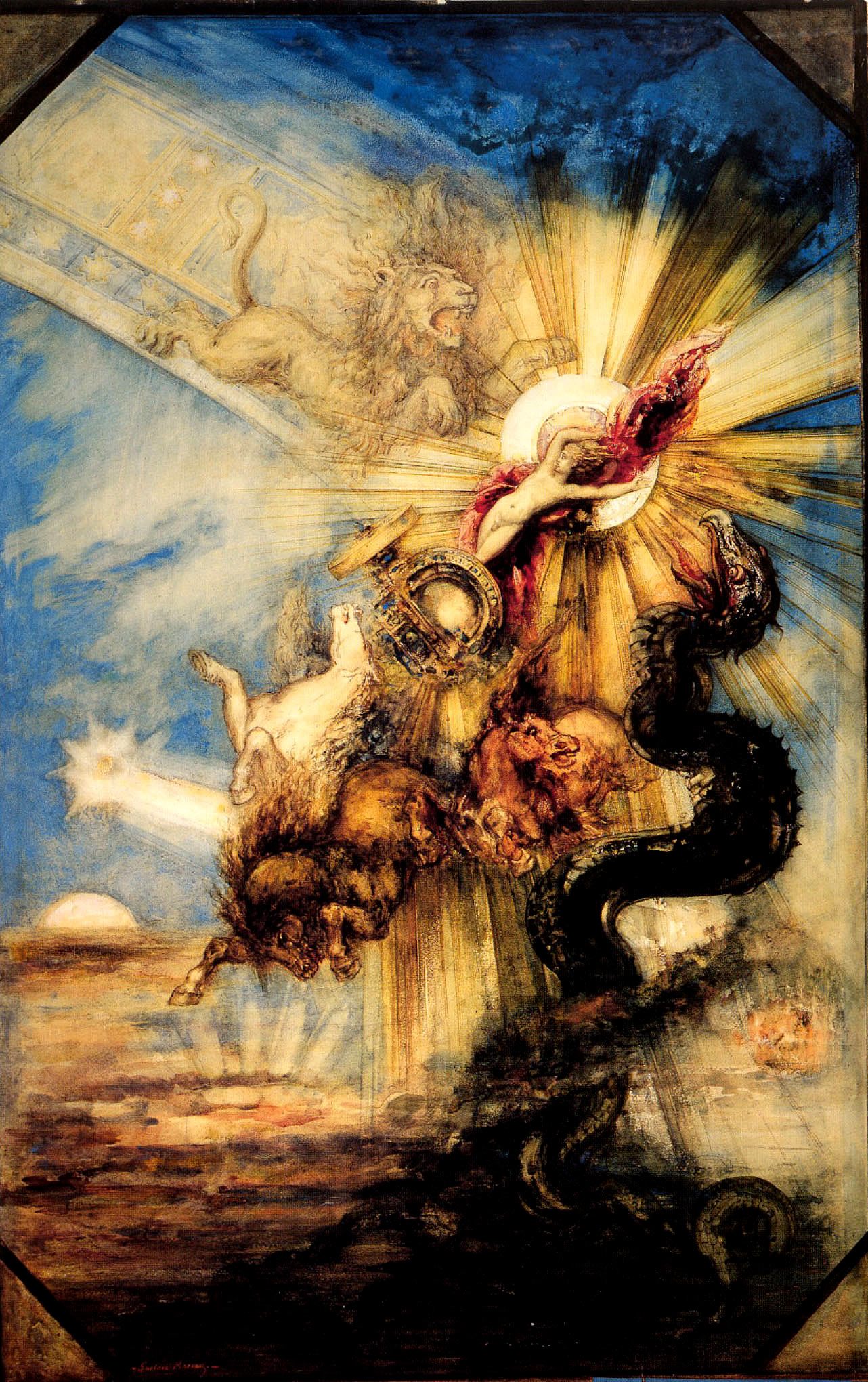
Gustave Moreau, La caduta di Fetonte, acquerello, 1878, 99x65 cm. Museo del Louvre, Parigi
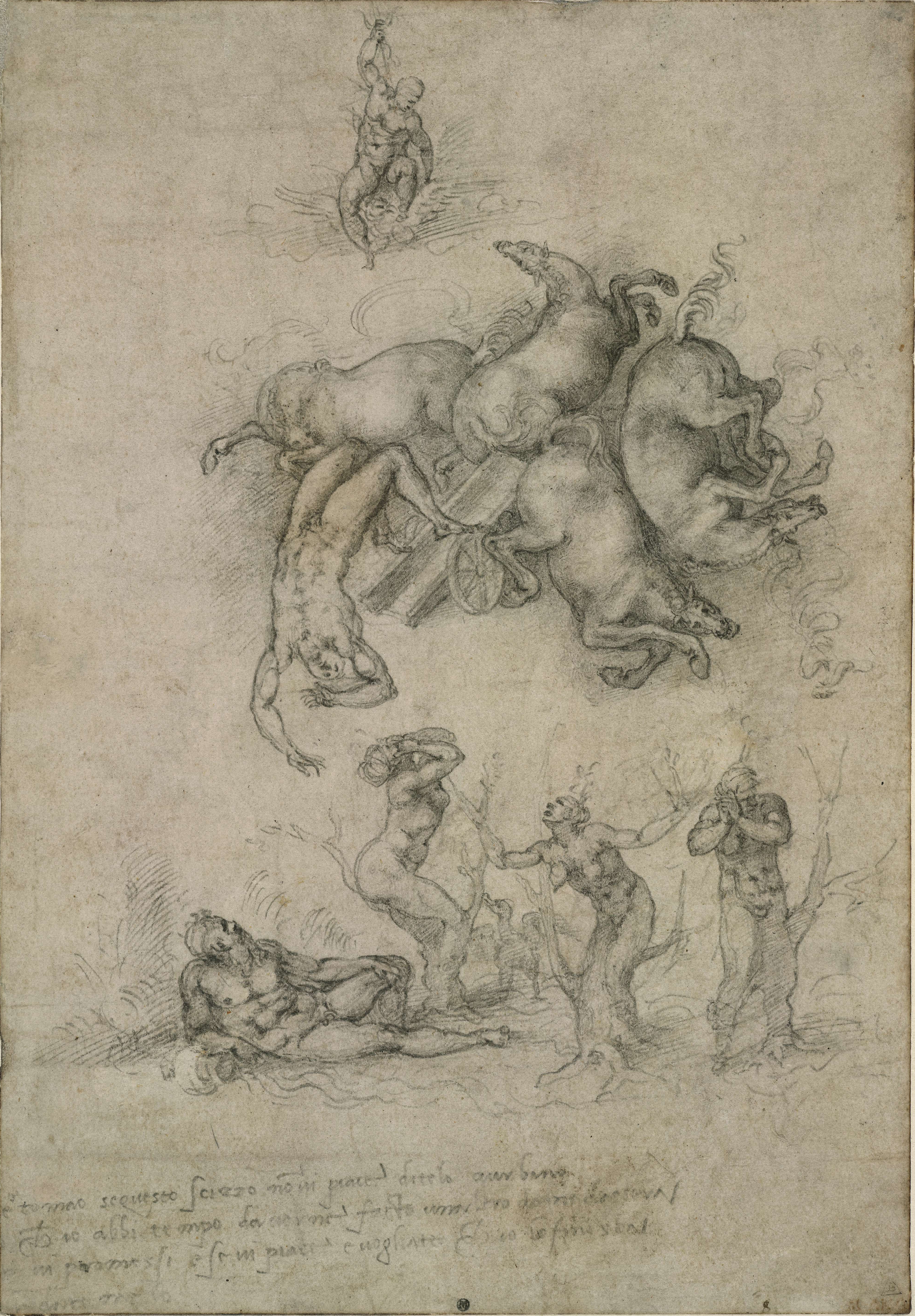
Michelangelo, Caduta di Fetonte, disegno, 1533 circa, 41,3 x 23,4 cm. British Museum, Londra
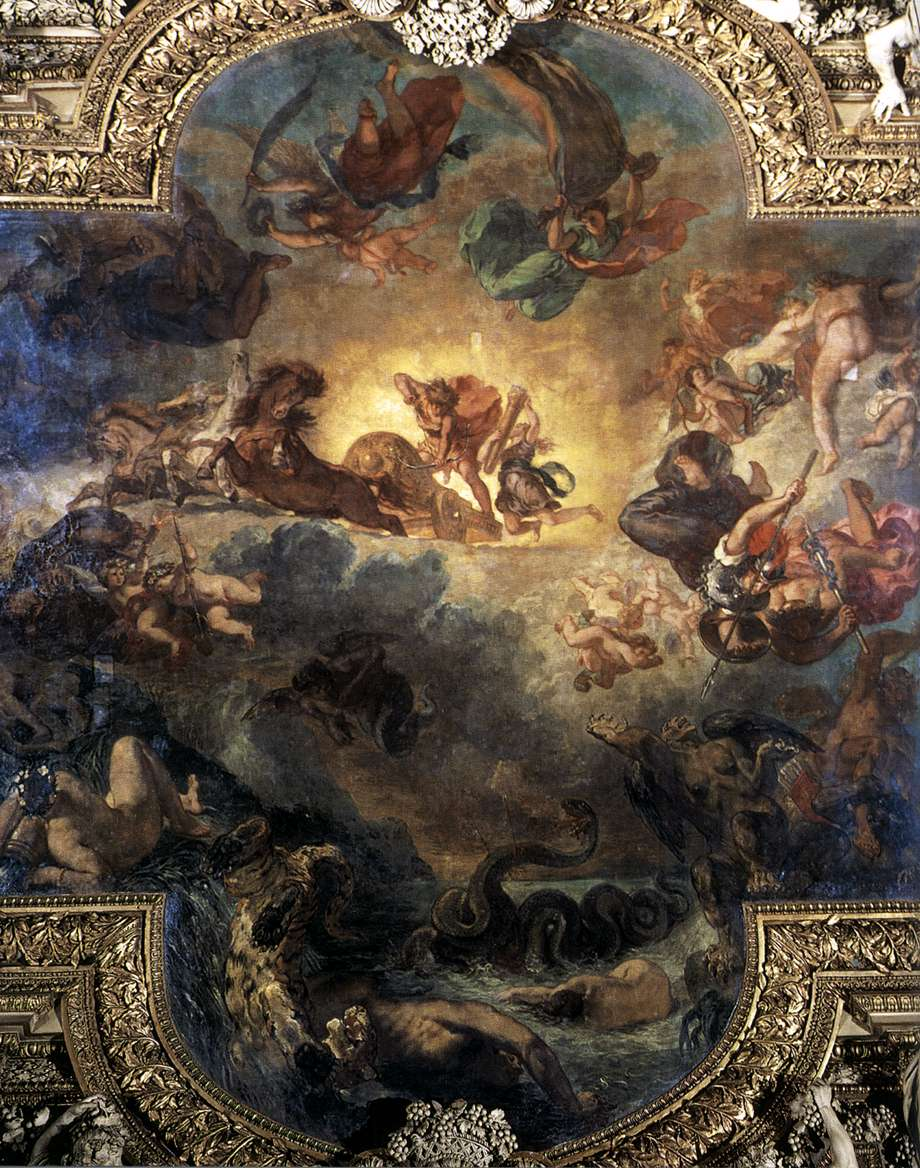
Eugène Delacroix, Eugène Delacroix, Apollo vincitore di  Pitone, 1850-1851, olio su tela, 800 x 750 cm. Galleria di Apollo, Museo del Louvre, Parigi
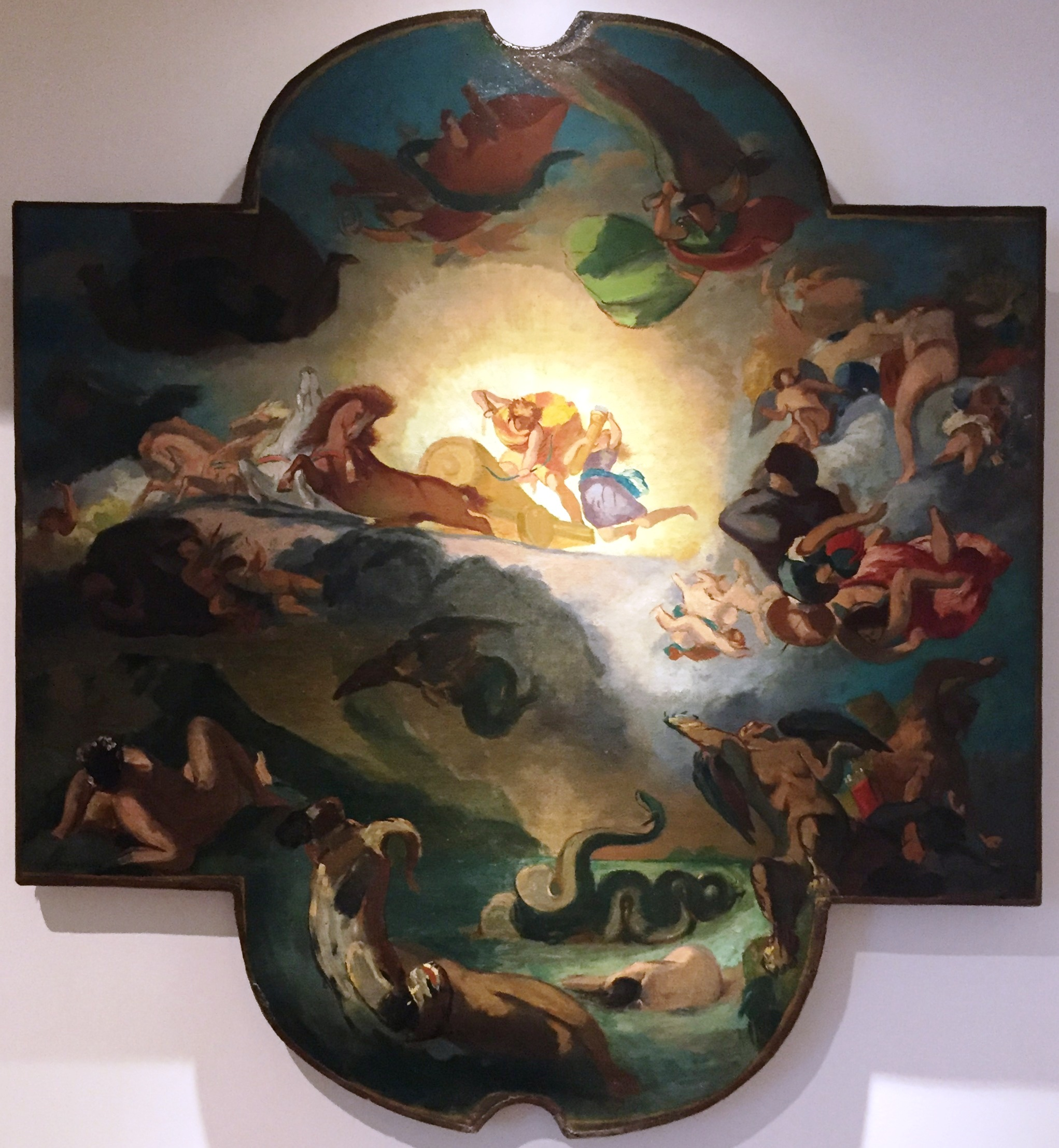
Odilon Redon, copia dal dipinto di Delacroix Apollo vincitore di  Pitone, 1872 circa, 710 x 650cm, Museo del Louvre, Parigi